# Włodzimierz Bernhardt

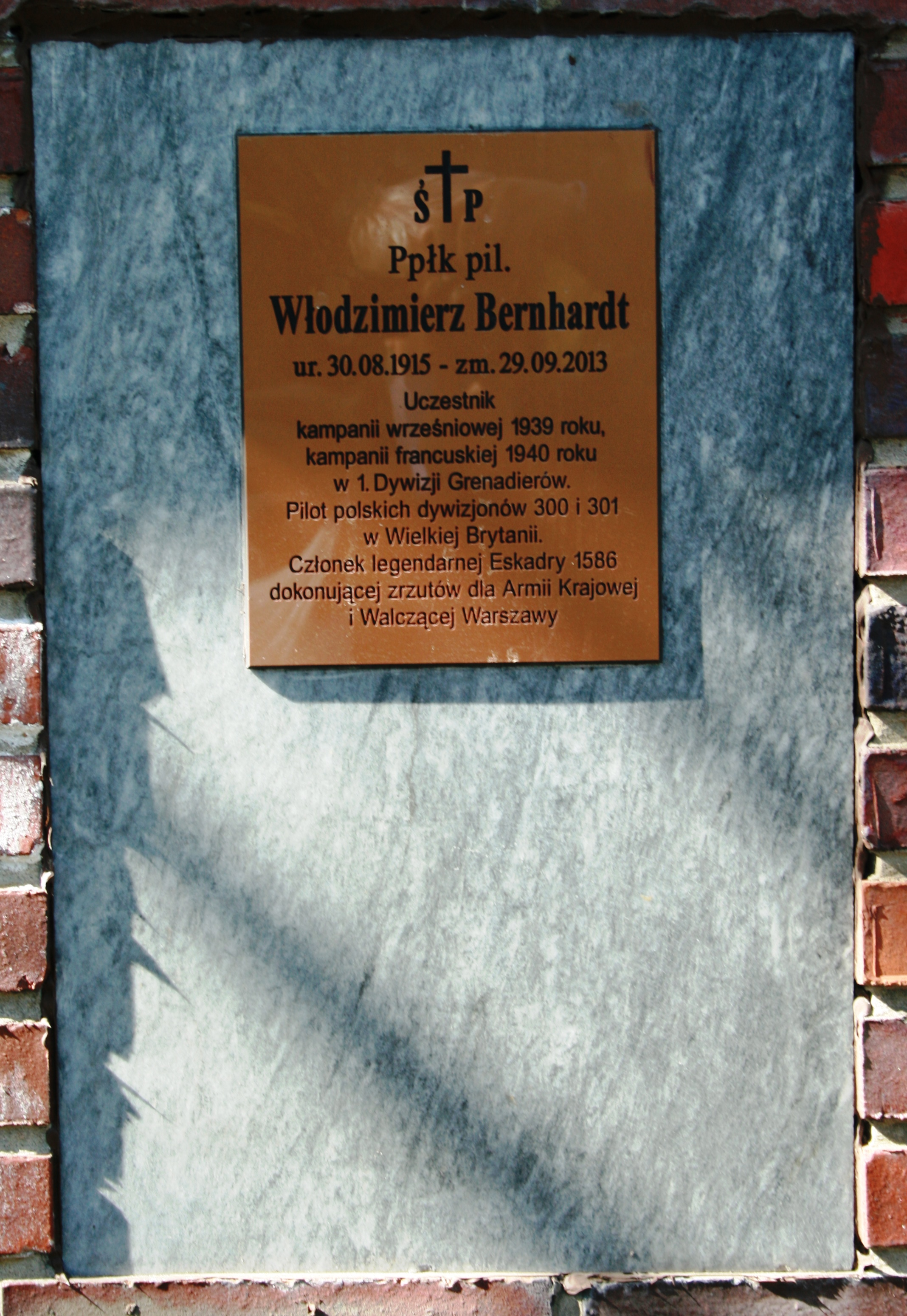
Krypta Włodzimierza Bernhardta na Cmentarzu Wojskowym na Powązkach w Warszawie

Włodzimierz Bernhardt (ur. 30 maja 1915 w Warszawie, zm. 29 września 2013 tamże) – podpułkownik Wojska Polskiego.

## Życiorys
Urodził się 30 maja 1915 w Warszawie . Wziął udział w kampanii wrześniowej, jako żołnierz 21 Pułku Piechoty. Walczył w bitwie pod Mławą oraz w obronie Warszawy. Następnie przedostał się do Francji, gdzie służył w 3 Pułku Grenadierów Śląskich. Po upadku Francji, przedostał się do Wielkiej Brytanii, gdzie ukończył kurs lotniczy i otrzymał przydział do 300 dywizjonu bombowego, a później 301 dywizjonu bombowego.
W składzie 1586 eskadry specjalnego przeznaczenia uczestniczył w lotach zaopatrzeniowych nad Warszawę w czasie powstania warszawskiego. 17 sierpnia 1944, na stanowisku dispatcher – członek załogi Halifaxa JP 220 (Leszek Owsiany – I pilot, Stefan Bohanes – radiotelegrafista), został zestrzelony w okolicach Tarnowa. Uniknął niewoli ukryty przez okolicznych rolników i wstąpił do oddziału partyzanckiego Armii Krajowej, walcząc w nim do połowy października 1944. W marcu 1945 przedostał się do Wielkiej Brytanii i wrócił w szeregi 300 dywizjonu bombowego.
Po wojnie zamieszkał w USA. Kilka lat przed śmiercią powrócił na stałe do Polski. Był czynnym działaczem środowisk kombatanckich. Zmarł 29 września 2013 roku w Warszawie . Pochowany na Cmentarzu Wojskowym na Powązkach w Warszawie (kwatera 30C-K2-II-11).
Włodzimierz Bernhardt był żonaty z Zofią Ewą z domu Aksenow (ur. 28 października 1924), uczestniczką powstania warszawskiego, żołnierzem batalionu AK „Bończa”, a następnie podoficerem Pomocniczej Lotniczej Służby Kobiet  .

## Ordery i odznaczenia
- Krzyż Oficerski Orderu Odrodzenia Polski
- Krzyż Walecznych[1]
- Medal Lotniczy dwukrotnie[1]